# Битёвка
Битёвка — старица реки Тобол, расположена в южной части города Кургана и со всех сторон окружает территорию Центрального парка культуры и отдыха имени 50-летия Великого Октября.

## География
Старица Битёвка имеет в плане вид кольца наружным диаметром 430—580 м. Протяжённость старицы — 1,587 км. Ширина русла старицы изменяется от 30 до 50 м. Глубина от 0,6 до 4 метров. Средняя глубина — около 1 м. Минимальные отметки дна составляют 63,89 (в южной части) до 66,83 м (в северной части).
При строительстве защитной дамбы во время наводнения 1994 года протока, связывающая Битёвку с Тоболом, была засыпана. Вода обновляется только в период паводков, когда вода из Тобола по специальной системе труб перетекает в Битёвку.
Вдоль берега на протяжении около 250 метров пролегает Курганская детская железная дорога и через железобетонный мост длинной 55 метров уходит на набережную-дамбу, отсыпанную вдоль берега реки Тобол для защиты города от наводнений. Железная дорога открыта 13 августа 1989 года. Через Битёвку есть ещё 3 пешеходных моста.
На берегу расположены Курганский пивоваренный завод (ныне ООО «Зауральские напитки»), а также микрорайон Шевелёвка.

## Флора и фауна
До перекрытия протоки вода в Битёвке была чистой, люди там купались и использовали воду для полива огородов, в реке даже кувшинки росли.
Современное состояние:
- В биоразнообразии активного ила в весенний период преобладают диатомовые водоросли, спирогира. В южной части наблюдается присутствие сине-зелёных водорослей микроцистис. В воде доминируют инфузории и дафнии.
- Биоразнообразие активного ила в летний период представлено зелёными водорослями спирогирой и сине-зелеными микроцистисом, обильным разрастанием ряски, что привело к появлению зелёного «ковра» на поверхности воды, препятствующему проникновению солнечных лучей. Обнаружена эвглена зелёная. В воде доминируют сине-зелёные (микроцистис) и инфузории.
- В осенний период наблюдается значительное разнообразие видов, присутствуют главные группы организмов такие как: сине-зеленные водоросли, диатомовые водоросли, зелёные водоросли, зелёные жгутиковые, инфузории, коловратки, ракообразные, в основном организмы-полуанаэробы, преобладание отдельных видов, смена сообществ часто катастрофическая, потребность организмов в кислороде слабая, присутствуют личинки комара-звонца что может означать чрезмерное загрязнение водоема.

В химическом составе воды азотистые соединения представлены в виде аммиака, аминокислоты, содержится сероводород, наблюдается накопление продуктов разложения органики. В химическом составе воды выявлено небольшое превышение норм ПДК по калию. Высокие концентрации сульфатов в воде. Превышений по хлоридам не наблюдается, хотя осенью практически достигает ПДК. Превышение по гидрокарбонатам не наблюдается. Щёлочность не превышает норм. Жёсткость в пределах нормы.
В Битёвке водится рыба. Есть утки. На берегу живут бобры, ондатры.

## Экология
В советское время по реке катались на лодках и водных велосипедах, но после возведения дамбы река стала заиливаться, зарастать.
В старице происходит естественное засорение — рост и размножение озёрной растительности, которая в короткий срок вызывает «цветение» воды, вредное для нормального состояния водоёма.
Основные загрязняющие компоненты поверхностного стока, формирующегося на селитебных территориях, — продукты эрозии почвы, смываемые с газонов и открытых грунтовых поверхностей, пыль, бытовой мусор, компоненты дорожных покрытий и строительных материалов, хранящихся на открытых площадках, нефтепродукты, попадающие на поверхность водосбора в результате неисправностей автотранспорта. Наблюдается заиливание русла: формирование отмелей, активное зарастание обмелевшей прибрежной зоны. Старица подвержена повышенной биогенной нагрузке, с которой связано усиление процесса эвтрофирования. Основными накопителями биогенного вещества выступают донные отложения и водные макрофиты. Сильное заиление и зарастание русла обусловлено также антропогенным влиянием. Поверхность пойменной террасы, прилегающей к старице, практически полностью трансформирована существующей застройкой. Вынос в водоём минеральных и органических частиц грунта, смытых с водосборной площади, а так же отложение отмирающих водных растений вызывают заболачивание водоёма с появлением мелководий и болотной растительности.
В старицу имеются выпуски ливневых сточных вод с территории города Кургана (с улиц Рихарда Зорге, Коли Мяготина, Красина, Кирова, Тобольной, Пушкина).

## История
Берег старицы был заселён в XIX веке. Западная часть относилась к деревне Шевелёвой, восточная — к Шавринскому предместью города Кургана. Остров, на котором впоследствии будет создан парк, не заселялся по причине наводнений. Впоследствии, начиная с 1950-х годов, неоднократно были приняты решения о сносе жилых домов, расположенных на северном берегу (дома № 57, 55, 53, 51, 49, 47, 45 (два), 43, 41, 39, 34, 54, 37 по ул. Карельцева). Дома не снесены, в них продолжают жить люди.
При строительстве защитной дамбы во время наводнения 1994 года протока, связывающая Битёвку с Тоболом, была засыпана. Были проведены работы по укреплению берега в районе дома ул. Карельцева, 13. После этого Битёвка стала заиливаться, зарастать. Идея почистить её появилась в 2009 году. Проект был разработан и прошел экспертизу в 2011 году, но реализовать его оказалось невозможно.
В сентябре 2021 года ООО СМК «Артель» провело расчистку старицы Битёвка на участке протяжённостью 230 метров у центрального входа в ЦПКиО. Произведена выемка грунта — донных отложений, убрали мусор, водную растительность.

## Объекты, названные в честь реки
Улица Битёвская (ранее Шавринская) в городе Кургане. В 1957 году переименована в улицу Карельцева (в память о члене Курганского окружного комитета РКП(б) Григории Трофимовиче Корельцеве).